# Народна скупштина Краљевине Србије
Народна скупштина Краљевине Србије била је народно представништво и највише уставотворно и законодавно тело у Краљевини Србији. Основана је након проглашења Србије краљевином 1882. године и постојала је до стварања Краљевства Срба, Хрвата и Словенаца 1918.

## Позадина
Српски парламентаризам почео је још у време Првог српског устанка и касније настављен у Кнежевини Србији. У периоду од 1804. до доношења првог српског Устава 1835, одржано је преко 20 заседања народних скупштина и зборова. Сретењским Уставом 1835. формализовано је постојање народне скупштине. По Сретењском уставу (1835) Народна скупштина је била народно представништво, али не и законодавни чинилац. Састојала се од „сто најодабранији, најразумнији, најпоштенији и повјереније народно у највећем степену заслужујући депутата из свију окружија и свега Књажества Сербије“. Депутати нису могли бити млађи од 30 година.
Народна скупштина се састајала једном годишње на Ђурђевдан по указу кнеза, али могла се састати и више пута ако би било потребно. Никакав данак се није могао „наложити или ударити“ без одобрења Народне скупштине. Годишња плата кнеза се није могла повисити без одобрења Народне скупштине нити умањити без одобрења кнеза.
Према тадашњем Уставу Народна скупштина је имала право чинити кнезу и Државном совјету представке и молити их да донесу закон, обавештавати их о злоупотребама и жалити се кнезу на Државни совјет ако би његови чланови или друге власти нарушили Устав и права Србина.
Међутим, Народна скупштина је била уставотворни чинилац. Уколико се желео променити Устав било је потребно да кнез и Државни совјет сазову Народну скупштину и представе јој неопходност промене, а затим заједно са њом изврше промену. У том случају морало је бити присутно три четвртине депутата од којих је две трећине морало гласати за измену или допуну Устава.
По октроисаном Турском уставу (1838) није постојала Народна скупштина.
По Намесничком уставу (1869) Кнежевина Србија је дефинисана као наследна уставна монархија са народним представништвом. Кнез је вршио законодавну власт са Народном скупштином, која је била Обична и Велика.
Народна скупштина се састојала из посланика које је народ бирао и посланика које је кнез бирао. Избори народних посланика су били непосредни и посредни преко повереника. Сваки срез и свака окружна варош бирали су за себе посланике, и то на три хиљаде пореских глава по једног. Варош Београд је бирала два посланика. Затим, кнез је бирао на свака три посланика по једног од своје стране из реда људи који су се одликовали науком или искуством у народним пословима, али овај број није морао бити потпун.

## Народна скупштина у Краљевини Србији
Након што је Кнежевина Србија проглашена за Краљевину Србију (1882) Народна скупштина је наставила свој рад као Народна скупштина Краљевине Србије. Радила је по тадашњем Намесничком уставу све до доношења Радикалског устава (1888).
Све време је Народна скупштина била једнодомно народно представништво осим у периоду 1901—1903. када је важио Октроисани устав. Тада је осим Народне скупштине као доњег дома постојао и Сенат Краљевине Србије као горњи дом.
Након проглашења Краљевства Срба, Хрвата и Словенаца (1. децембар 1918) нестала је Краљевина Србија и њено народно представништво. Српска народна скупштина састала се последњи пут 14. децембра 1918. године.

## Састав и избор посланика
Према Уставу из 1888. Народну Скупштину састављају посланици које народ слободно бира по одредбама Устава. Избори народних посланика су били непосредни уз тајно гласање које се вршило куглицама. Сваки округ бира онолико посланика колико долази на њега по броју пореских глава. - прецизирано је у тадашњем Уставу. Народна Скупштина бирала је за сваки сазив председника, два потпредседника и секретаре. За заседање Народне Скупштине је била неопходна присутност најмање половина од укупног броја посланика.